# 89e division d'infanterie territoriale
Pour les articles homonymes, voir 89e division d'infanterie.
La 89e division d’infanterie territoriale est le nom d'une unité de l’armée française.

## Les chefs de la89edivision d'infanterie territoriale
- 2 août 1914 : général Penaud
- 11 septembre 1914 : général Bourdériat
- 16 novembre 1914 : général Gallet
- 21 novembre 1914 : général de Trentinian
- 25 avril 1915 : général de Cornulier-Lucinière
- 1er juillet 1915 - 31 mai 1917 : général Baquet

## Première Guerre mondiale
Mobilisée dans la 12e région.

### Composition
- Infanterie :

17e régiment d'infanterie territoriale d'août 1916 à mars 1917
89e régiment d'infanterie territoriale d'août 1914 à juin 1917
90e régiment d'infanterie territoriale d'août 1914 à juin 1917
93e régiment d'infanterie territoriale d'août 1914 à juin 1917
94e régiment d'infanterie territoriale d'août 1914 à juin 1917
130e régiment d'infanterie territoriale d'août 1916 à juin 1917
135e régiment d'infanterie territoriale d'août 1916 à mars 1917
- Cavalerie :

2 escadrons du 21e régiment de chasseurs à cheval d'août 1914 à janvier 1916
1 escadron du 14e régiment de dragons de janvier à juillet 1916
1 escadron du 9e régiment de chasseurs à cheval de juillet 1916 à juin 1917
- Artillerie :

1 groupe de 75 du 52e régiment d'artillerie de campagne d'août 1914 à janvier 1915
1 groupe de 90 du 37e régiment d'artillerie de campagne de janvier 1915 à juin 1917
1 groupe de 90 du 52e régiment d'artillerie de campagne de janvier 1915 à juin 1917

### Historique

#### 1914
- 10 - 14 août : transport par VF vers Paris.
- 14 août – 17 octobre : stationnement dans la région de Versailles ; organisation défensive du secteur sud-ouest du camp retranché de Paris, et instruction.

8 octobre : transport par VF à Cherbourg ; puis transport par mer, de Cherbourg à Dunkerque. À partir du 11, transport par VF vers Caëstre et occupation du mont des Cats.
13 octobre : mouvement vers Poperinge, puis organisation d'une position sur le ruisseau de Reningelst, entre le mont des Cats et Vlamertinge.
- 17 – 23 octobre : mouvement vers Noordschote ; occupation, en liaison avec l'armée belge, et mise en état de défense des passages du canal, vers Zuidschote et Noordschote : 21 octobre, combats vers Noordschote.
- 23 octobre – 9 décembre : occupation et défense du canal de l'Yser, entre le pont de Knocke et Saint-Jacques Cappelle :

2 novembre : attaque française à l'est du pont de Knocke. Éléments engagés dans la bataille d'Ypres.
- 9 – 30 décembre : occupation d'un nouveau secteur vers la maison du Passeur et Dixmude.
- 30 décembre 1914 – 11 mars 1915 : retrait du front, éléments en secteur, à la disposition des 11e et 39e DI[1].

#### 1915
- 11 – 30 mars : retrait du front et repos dans la région de West-Cappel.
- 30 mars – 13 avril : occupation d'un secteur vers Poelcappelle et la maison du Passeur[2].
- 13 – 20 avril : retrait du front, transport par camions et mouvement vers Rexpoëde ; repos.
- 20 – 29 avril : transport par VF, de Bergues et de Dunkerque, dans la région de Villers-Hélon ; repos.
- 29 avril 1915 – 11 décembre 1916 : occupation d'un secteur vers Venizel et Condé-sur-Aisne. À partir du 14 mai 1916, extension du front, à gauche, jusqu'à Soissons. Le 8 juillet, extension à droite, jusque vers Soupir, et, le 15 septembre, extension à gauche, jusqu'à Pernant[3].

#### 1916
- 11 décembre 1916 – 16 février 1917 : retrait du front, stationnement dans les régions de Château-Thierry, de Reims, puis de Fismes ; travaux.

#### 1917
- 16 février – 5 mai : occupation d'un secteur entre la ferme des Marquises et les abords est de Reims[4] (éléments occupés à des travaux): à la fin d'avril, attaques locales fréquentes de l'ennemi (2e bataille de l'Aisne).
- 5 mai 17 juin : retrait du front, mouvement vers Épernay ; repos.
- 17 juin : dissolution.

### Rattachements
- Affectation organique :

2 août - octobre 1914 : Groupement Mobile de Paris
octobre 1914 - avril 1915 : Groupement de divisions territoriales Bidon
avril - juin 1915 : 5e groupement de divisions de réserve
juin 1915 - février 1916 : 37e corps d'armée
février 1916 - juin 1917 : isolée